# باتيكيتل

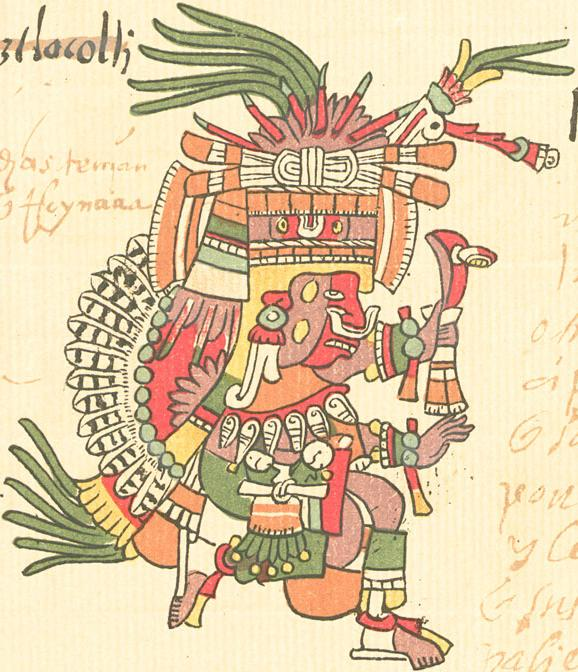
باتيكيتل

باتيكيتل (بالإنجليزية: Patecatl)‏ في أساطير الأزتيك، باتيكيتل هو إله الشفاء والخصوبة ومكتشف البيوت وكذلك «سيد جذر البولكي». وهو الرب الأزتيكي للصحة والخصب. وهو أيضاً رب النبتة التي تصنع منها خمر البولكي المكسيكية. أنجب من زوجته ماياهوتل سنتوزون توتوكتين (الأرانب الأربعمئة).